# 204-та навчальна авіаційна база (Україна)
204-та навчальна авіаційна база (204 НАБ, в/ч А4106, пп В3431) — розформована авіаційна база навчального авіаційного командування Військово-повітряних Сил Збройних Сил України. Виконувала задачі із забезпечення практичного навчання курсантів на літаках Л-39.

## Історія
18 січня 1992 року особовий склад 809-го навчального авіаційного полку склав присягу на вірність українському народові та почав підготовку льотчиків для ВПС України. До складу ЗСУ полк ввійшов з досить високими показниками: за результатами роботи в 1991 р. полк був визнаний кращим у ВПС та ХВВАУЛ, перевиконаний план по новим видам льотної підготовки, успішно вирішені задачі з перепрофілювання навчання курсантів 3 та 4 курсів на винищувально-бомбардувальний профіль, вперше курсанти проходили піготовку та тренувальні польоти на бойове застосування по наземним цілям.
1 серпня 1993 року 809 НАП присвоєно нове умовне найменування в/ч А1057 (в/ч 19109 анульоване), а в зв'язку з створенням замість ХВВАУЛ Харківського інституту військово-повітряних сил та науково-авіаційного командування директивою МО України № 185/006 від 15 лютого 1995 року 809 НАП, разом з 985-й окремий батальйон аеродромно-технічного забезпечення (ОБАТЗ) та 1978-й батальйон зв'язку та радіотехнічного забезпечення, переформовані в 204-ту навчальну авіаційну базу та отримали умовне найменування в/ч А4106.
З 59 літаків Л-39 56 було перегнано в Чугуїв, а 3 в Жуляни.
24 вересня 1999 року покинули базу останні два літаки.
1 грудня 1999 року була сформована авіаційна комендатура навчального авіаційного командування ВПС України, якій було присвоєне умовне найменування в/ч А2421.

## Командування
- полковник Картуз Олександр Іванович